# Kapyl rajon
Kapyl rajon (belarusiska: Копыльскі раён) är ett distrikt (rajon) i Belarus. Huvudorten är Kapyl. Det ligger i voblasten Minsks voblast, i den centrala delen av landet, 90 km söder om huvudstaden Mіnsk.